# Anne Marie Lütken
Anne Marie Lütken, född 29 september 1916 i Årby socken, Kalundborg, död 10 augusti 2001, var en dansk målare.
Anne Marie Lütken var dotter till författaren Povline Lütken, som hon ofta använde som modell till sina figurmålningar. Hon var systerdotter till författaren Hulda Lütken. Hon studerade på Det Kgl. Danske Kunstakademi 1947–1950 med målaren Vilhelm Lundstrøm som lärare och därefter (till 1955) med de framträdande målarna och tillika professorerna Kræsten Iversen och Elof Risebye som lärare. Hon debuterade som målare 1951 och flertalet av Lütkens målningar föreställer figurkompositioner, porträtt och självporträtt av vilka Min mormor (1953), Kvindeportræt (1953), Portræt af min mor (1953) och Gadeudsigt (1954) kan nämnas. Men hon har också skapat flera målningar föreställande landskap från Vendsyssel.

## Utmärkelser och erkännanden (i urval)
- Carlsons Pris (1953)
- Eckersberg-Thorvaldsenfondet (1956–1957)
- Carlsons Legat (1958–1960)
- Statens Kunstfond (1966–1970, 1972–1974, 1976–1981, 1984, 1990–1992)
- Dronnings Ingrids romerske fond (1977–1978)
- Eckersbergmedaljen (1982)
- LO:s Kulturpris (1984)